# Simeão da Áustria
Simeão Carlos Eugênio José Leopoldo de Habsburgo-Lorena (em alemão:  Simeon Carl Eugen Joseph Leopold von Habsburg-Lothringen) (Katana, 29 de junho de 1958), é arquiduque da Áustria, príncipe da Hungria, Croácia e Boêmia.

## Família
Simeão é o terceiro filho (segundo varão) do arquiduque Rodolfo da Áustria e da condessa Xenia Czernichev-Besobrasov. Seus avós paternos foram o imperador Carlos I da Áustria e a princesa Zita de Bourbon-Parma; e seus avós maternos foram o conde Sergei Aleksandrovich Besobrasov e a condessa Elizabeta Cheremeteva.

## Casamento e filhos
Casou-se em La Toledana, Espanha, em 13 de julho de 1996, com a princesa Maria Paloma de Bourbon-Duas Sicílias, filha do príncipe Carlos, Duque de Calábria e da princesa Ana de Orléans. O casal tem cinco filhos:
- João Rodolfo (1997)
- Luís Cristiano (1998)
- Isabel (2000)
- Carlota (2003)
- Filipe José (2007)